# Естрадіол

Естрадіол — основний і найактивніший жіночий статевий гормон групи естрогенів.

## Синтез
Виробляється фолікулярним апаратом яєчників у жінок. Невеликі кількості естрадіолу синтезується також корою наднирників у обох статей і яєчками у чоловіків. За хімічною будовою є стероїдним гормоном. У чоловіків основним джерелом естрадіолу є не синтез в яєчках, а конверсія (ароматизація) андрогенів, таких як тестостерон і андростендіон, в естрогени у периферичних тканинах, що відбувається за участю ферменту P450-ароматази.

## Біологічна роль
Естрадіол відповідає за формування жіночих вторинних статевих ознак та психофізіологічних особливостей жінки. Після статевого дозрівання рівень естрадіолу в крові жінки залежить від фази менструального циклу. Перший сплеск концентрації настає приблизно за 24-36 годин до овуляції. Після неї кількість гормону зменшується, однак на 9 день після овуляції відбувається другий, дещо менший сплеск концентрації, після чого рівень естрадіолу остаточно спадає. Із настанням вагітності рівень естрадіолу постійно росте, аж до пологів. Після менопаузи рівень естрадіолу у жінки приблизно відповідає його вмісту у крові чоловіка.

## Медичне застосування
У медичній практиці естрадіол застосовується здебільшого для лікування станів, по'вязаних із естрогенною недостатністю, аменореї та дисменореї, гірсутизму при синдромі полікістозних яєчників. Лікувальні препарати естрадіолу поширені у формі гемігідрату та ефірів.